# Ђуро Поповић
Ђуро Поповић (Цетиње, 18. март 1845 — Цетиње, 24. новембар 1902) био је црногорски учитељ и надзорник свих основних школа у Црној Гори. Писао је уџбенике за основне школе, био школски законодавац и јавни радник. У својој каријери донео је много реформи које су допринеле унапређењу школства и учитељског позива. 

## Биографија
Основну школу завршио је на Цетињу после чега га је, као петнаестогодишњака, брат Филип, професор цетињске богословије, одвео у Петроград, на даље школовање. Тамо је провео више година, али је оштра клима утицала на његово здравље и он се морао вратити на Цетиње ради опоравка. У Црној гори је наставио образовање и постао учитељ и тај посао обављао све до 1884. године. Био је веома поштован и цењен као учитељ, а то се види и по томе што је 1884. године именован је за главног надзорника црногорских основних школа, на којој ће дужности остати све до смрти.
Као надзорник попунио је и поправио школски закон и наставни план, уредио је сакупљање школарине, створио је за то закон и нарочите протоколе, уредио је упутства за годишње испитивање школа, издавао је повремене наредбе према којима су се учитељи јаче везивали за рад, као и месне школске власти. Завео је држање родитељских скупова у школама, наредио да се држе учитељске конференције, да се пишу предавања и још много тога. Он је својим радом унапредио учитељски позив, један од знакова напретка било је и оснивање нахијских учитељских удружења по целој земљи, а 1901. године основано је и Црногорско Учитељско Удружење. Поповић је саставио школску комисију, којој је сам председавао, а чија је дужност била да снабдева школе домаћим уџбеницима. 
Посебно се истакао као писац уџбеника. Написао је 15 уџбеника, од којих је сам саставио четири, а у коауторству једанаест. Писао је буквар, читанке, рачунице, земљопис, познавање и неговање човечјег тела, православни катихизис. Све време његовог рада трудио се да побуди код учитеља жељу за напредовањем, развојем, јер је веровао да ће тако и ученици и омладина бити на добитку. 
Био је и председник цетињске читаонице, а био је заслужан што су се ова читаоноца и друштво Горски вијенац економски ујединили, од чега је зависио успех и опстанак обе институције.